# Mimus melanotis
Mimus melanotis е вид птица от семейство Mimidae. Видът е застрашен от изчезване.

## Разпространение
Видът е разпространен в Еквадор.